# Album da solista
Un album da solista o album solista o album come solista (in inglese solo album o solo record) è un album musicale del cui contenuto è responsabile un singolo cantante in contrapposizione a un gruppo musicale di cui fa (o ha fatto) parte.

## Impiego del termine
Gli album da solista non indicano, come potrebbe indicare il nome, il prodotto di un lavoro attribuibile in maggioranza ad un singolo artista, ma principalmente un progetto in cui quest'ultimo esercita un controllo creativo maggiore sul prodotto rispetto a quello che avrebbe lavorando nella band di cui fa o ha fatto parte (questo non esclude tuttavia che egli contribuisca in effetti a creare tutti i suoni ed i testi dell'album, come è stato il caso di Paul McCartney). Essi possono essere considerati rappresentazione diretta dell'artista, ponendo al centro dell'attenzione la sua abilità vocale o strumentale nell'interpretazione della musica propria o di altri.
C'è un certo dubbio nella critica se considerare "tecnicamente" solisti album in cui compaiono tutti gli elementi della band di origine.
Un critico si espresse in tal caso riguardo a Ringo, il terzo album solista di Ringo Starr
(Jay Warner)
E in modo analogo:
(Billboard)

## Diffusione
Il concetto di "album solista" era conosciuto già verso la fine degli anni quaranta. Infatti nel 1947, in un articolo della rivista musicale Billboard si parlava del primo album solista di Margaret Whiting, in precedenza cantante per varie orchestre, per la Capitol.
L'utilizzo di album solisti è diventato frequente nel rock. Neil Young fu fra le prime personalità del rock and roll a comporre, nel 1969, un album solista (l'omonimo Neil Young), presagendo in parte una tendenza che fu centrale nel decennio successivo e che all'inizio degli anni ottanta era percepita come rilevante nelle dinamiche dell'Industria musicale.
Uno dei primi album solisti nel jazz fu Schlingerland, del batterista Sven-Åke Johansson, nel 1972.

## Il rapporto fra gli artisti solisti e le dinamiche delle band
L'album musicale solista può rappresentare tanto una nuova fase creativa per l'artista che lascia definitivamente il gruppo in cui ha lavorato sino a quel momento (going solo), quanto un progetto temporaneo per indagare nuove frontiere creative (side projects).
L'effetto di questi progetti sulla band di origine non è chiaro. Esistono band che si sono dissolte con l'inizio della carriere solista di alcuni o tutti i propri membri, e quindi l'uscita di album solisti viene talvolta interpretata come un possibile sintomo di instabilità di una formazione musicale e uno dei fattori chiave per l'impoverimento di una scena musicale, ma non mancano opinioni opposte che ritengono l'effetto sulla band stessa di uno o più progetti solisti dei suoi componenti minimo o non problematico (per esempio nel Pagan Metal), e altre ancora che vedono questi ultimi come una fase naturale della storia di un gruppo, persino utile in generale per la longevità delle band.

## Il ruolo degli album solisti nella carriera degli artisti musicali

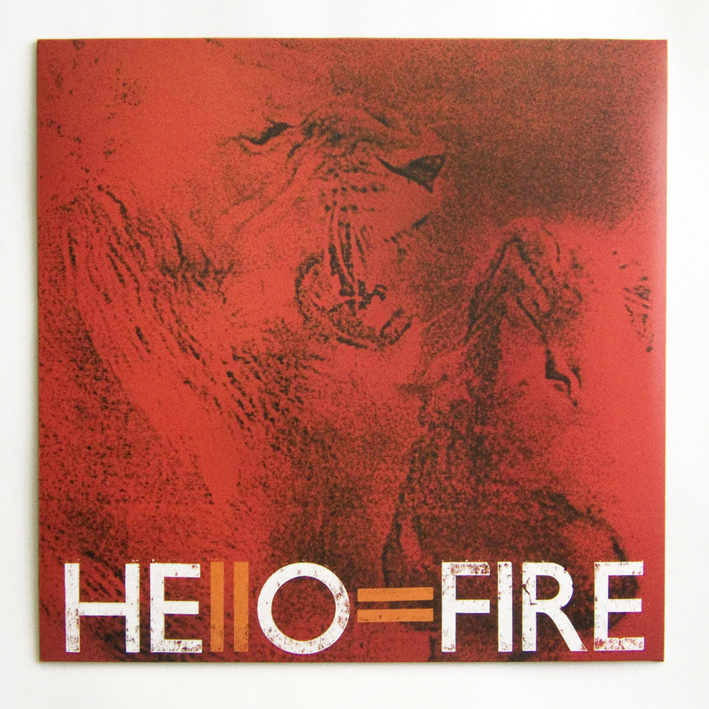
La copertina di Hello=Fire del 2009, di Dean Fertita, già cantante e chitarrista dei The Waxwings. Un esempio di progetto solista di un lead vocalist rock.

Nell'ambito della musica rock gli album da solista sono visti principalmente sia da parte della critica che degli artisti e degli addetti dell'industria musicale come l'opportunità per un musicista, soprattutto se eccessivamente identificato con uno specifico gruppo, di presentare un'espressione autentica e personale della propria musica. Molto frequenti sono i solo albums prodotti da band vocalists.
Per l'artista, la possibilità di lavorare o di apprendere a lavorare in modo flessibile con persone differenti è un altro fattore considerato cruciale. L'album da solista è quindi visto come un mezzo per stabilire una rete di nuovi contatti e migliorare le proprie relazioni sociali tanto con l'ambiente discografico che con il pubblico. In generale esso è percepito come un'opportunità di crescita e maturazione personale, per andare oltre gli schemi usuali.
Nella musica prettamente strumentale, quale il jazz, è possibile per l'artista sperimentare differenti formazioni musicali. Secondo i critici l'album da solista permetterebbe di realizzare al meglio il potenziale dell'esecutore, concentrandosi sull'arrangiamento e le scelte musicali.
Alcuni artisti ritengono la composizione di un album da solista un qualcosa di stimolante ma che richiede molto impegno
 e per questo potrebbe rivelarsi potenzialmente rischioso, anche nelle opinioni di alcuni addetti all'industria musicale. Sebbene vi siano persone che ritengano che il nome di un artista affermato, in quanto noto, abbia già un forte appeal sul pubblico, una delle principali ragioni per un insuccesso discografico potrebbe essere un basso tasso di cross-over fra i fan.
Il giudizio che emerge dalla critica musicale sulla qualità dei progetti solisti è articolato:
(Andrew Bain)
C'è una tendenza a dividere i risultati in due tipologie diverse: ci sono gli album solisti in cui l'artista riesce ad esprimere appieno il suo potenziale, con punte di originalità e freschezza, ma essi convivono frequentemente con risultati scarsi con risultati di critica e di vendita sotto le aspettative.
Per molti critici questi ultimi sono la maggioranza degli album solisti
, in particolare se progetti di strumentisti di band. Spesso si rimarca in modo generale l'aridità o la pomposità, e la vanità della maggioranza di certe operazioni.
Tuttavia non si mancano di stressare le eccezioni, soprattutto in quanto tali, in particolare Sting. Mike Oldfield è invece citato come esempio di polistrumentista che è riuscito ad ottenere ottimi risultati anche da solista.